# Niobium-94
Niobium-94 of 94Nb is een onstabiele radioactieve isotoop van niobium, een overgangsmetaal. De isotoop komt van nature niet op Aarde voor.

## Radioactief verval
Niobium-94 vervalt door β−-verval tot de stabiele isotoop molybdeen-94:
{\displaystyle {\ce {{^{94}_{41}Nb}->{^{94}_{42}Mo}+{e^{-}}+{\bar {\nu }}_{e}}}}
De halveringstijd bedraagt meer dan 20.000 jaar.
79Nb · 80Nb · 81Nb · 82Nb · 83Nb · 84Nb · 84mNb · 85Nb · 85mNb · 86Nb · 86mNb · 87Nb · 87mNb · 88Nb · 88mNb · 89Nb · 89mNb · 90Nb · 90m1Nb · 90m2Nb · 90m3Nb · 90m4Nb · 90m5Nb · 91Nb · 91m1Nb · 91m2Nb · 92Nb · 92m1Nb · 92m2Nb · 92m3Nb · 93Nb · 93mNb · 94Nb · 94mNb · 95Nb · 95mNb · 96Nb · 97Nb · 97mNb · 98Nb · 98mNb · 99Nb · 99mNb · 100Nb · 100mNb · 101Nb · 102Nb · 102mNb · 103Nb · 104Nb · 104mNb · 105Nb · 106Nb · 107Nb · 108Nb · 109Nb · 110Nb · 111Nb · 112Nb · 113Nb · 114Nb · 115Nb